# Целль-ан-дер-Прам
Целль-ан-дер-Прам (нем. Zell an der Pram) — коммуна (нем. Gemeinde) в Австрии, в федеральной земле Верхняя Австрия. 
Входит в состав округа Шердинг.  Население составляет 2013 человек (на 31 декабря 2005 года). Занимает площадь 23,39 км². Официальный код  —  41430.

## Политическая ситуация
Бургомистр коммуны — Маттиас Бауэр (АНП) по результатам выборов 2003 года.
Совет представителей коммуны (нем. Gemeinderat) состоит из 25 мест.
- АНП занимает 18 мест.
- СДПА занимает 5 мест.
- АПС занимает 2 места.